# Partit Progressista (Corea del Sud, 2017)
El Partit Progressista (en coreà: 진보당), anteriorment conegut com a Partit Minjung (민중당), és un partit nacionalista d'esquerres i progressista de Corea del Sud.

## Història
El partit es va fundar el 15 d'octubre de 2017 a partir de la fusió del Nou Partit Popular i del Partit Popular Unit, dues formacions continuadores del Partit Progressista Unificat, el qual va ser dissolt pel Tribunal Constitucional sud-coreà al 2014 sota l'acusació d'haver participat en una trama de conspiració per enderrocar el govern i recolzar a Corea del Nord en cas de guerra.
En un primer moment el partit comptava amb dos diputats a l'Assemblea Nacional, però el 22 de desembre de 2017 el Tribunal Suprem va condemnar el representant Yoon Jong-oe per infringir les lleis de campanya i va ser destituït del càrrec. Per a les eleccions legislatives de 2020, el partit va tractar d'arribar a un acord amb el Partit Demòcrata, el qual impulsava l'anomenat Partit de la Plataforma, una coalició progressista. Tanmateix, el PD va refusar aquesta possibilitat, forçant al Minjung a presentar-se en solitari. Finalment, el partit no aconseguiria obtenir cap escó, perdent la representació que mantenia des de la seva fundació.
Al 2023 l'administració del President Yoon Suk-yeol tornaria a investigar el partit per suposats vincles amb Corea del Nord i per activitats antiamericanes. Un dels principals diaris del país, el Kyunghyang Shinmun, expressaria la seva preocupació per la pressió del President contra sindicats i grups de la societat civil, creant un estat policial mitjançant investigacions de contraintel·ligència.
A les eleccions parcials de 2023 el Partit Progressista aconseguiria un escó per Jeonju, intensificant les crítiques i campanya de la dreta i del Partit del Poder Popular contra els progressistes. Per a les eleccions legislatives de 2024 el partit participaria de l'Aliança Democràtica de Corea, juntament amb el Partit Demòcrata, la Nova Aliança Progressista i candidats independents. La coalició obtindria la victòria i donaria tres escons als progressistes.

## Resultats electorals

### Eleccions Presidencials
| Any  | Candidat     | Vots   | %    | Resultat |
| ---- | ------------ | ------ | ---- | -------- |
| 2022 | Kim Jae-yeon | 37,366 | 0.11 | Derrota  |

### Eleccions legislatives
| Any  | Líder        | Circum. | Circum. | Circum. | Circum. | Llista      | Llista      | Llista | Llista | Escons  | Escons | Pos. | Govern            |
| Any  | Líder        | Vots    | %       | Escons  | +/-     | Vots        | %           | Escons | +/-    | No.     | +/–    | Pos. | Govern            |
| ---- | ------------ | ------- | ------- | ------- | ------- | ----------- | ----------- | ------ | ------ | ------- | ------ | ---- | ----------------- |
| 2020 | Lee Sang-kyu | 157,706 | 0.55    | 0 / 253 | Nou     | 295,612     | 1.06        | 0 / 47 | Nou    | 0 / 300 | Nou    | 8è   | Extraparlamentari |
| 2024 | Yoon Hee-suk | 302,925 | 1.04    | 1 / 254 | 1       | En coalició | En coalició | 2 / 46 | 2      | 3 / 300 | 3      | 2n   | Oposició          |

### Eleccions Locals
| Any  | Líder                       | Governadors | Provincial | Alcaldes | Regidors   |
| ---- | --------------------------- | ----------- | ---------- | -------- | ---------- |
| 2018 | Kim Jong-hoon Kim Chang-han | 0 / 17      | 0 / 824    | 0 / 226  | 11 / 2.927 |
| 2022 | Kim Jae-yeon                | 0 / 17      | 3 / 824    | 1 / 226  | 17 / 2.927 |

### Eleccions parcials
| Any       | Líder        | Diputats | Governadors | Alcaldes | Provincials | Regidors |
| --------- | ------------ | -------- | ----------- | -------- | ----------- | -------- |
| 2023 (I)  | Yoon Hee-suk | 1 / 1    | N/D         | 0 / 1    | 0 / 2       | 0 / 4    |
| 2023 (II) | Yoon Hee-suk | N/D      | N/D         | 0 / 1    | N/D         | N/D      |
| 2024      | Yoon Hee-suk | N/D      | N/D         | 0 / 2    | 1 / 17      | 1 / 26   |